# Миланский мирный договор
Миланский мирный договор — мирный договор, заключенный 6 августа 1849 года. Завершил войну между Австрией и Пьемонтом (Сардинией).
Договор подписан 6 августа 1849 года австрийским министром торговли Бруком и сардинскими уполномоченными графом де Пралормо, ген. Дабормида и Бонкомпаньи. Этот договор подтвердил все решения Венского конгресса 1814—1815 годов относительно границ государств, находящихся в Северной Италии. Согласно одному из пунктов договора король Сардинии отказывается от притязаний на территории за пределами границ его владений. Восстановленным в своих правах герцогам Модены и Пармы, которые в 1848 году были изгнаны восставшим народом из своих владений, было выдвинуто предложение присоединиться к Миланскому договору.
Также согласно договору Сардиния должна была уплатить Австрии контрибуцию в сумме 75 млн. франков; договор восстановил господство Австрии в Северной и Центральной Италии, почти полностью утерянное в результате революции 1848—1849 годов. Заключение Миланского договора поставило в безвыходное положение революционную Венецианскую республику и обрекло её на капитуляцию 22 августа 1849 года, тем самым закончив Итальянскую революцию.